# Altona (Victoria)
Altona ist ein Vorort von Melbourne in Australien, ca. 13 km südwestlich des Stadtzentrums von Melbourne. Ihre Local Government Area ist die Stadt Hobsons Bay. Bei der Volkszählung 2016 wurde eine Bevölkerung von 10.762 festgestellt.
Altona ist ein großer Vorort mit lockerer Wohnbebauung im Südosten und einem Industriegebiet im Nordwesten. Eine herausragende Einrichtung ist Altona Beach am Ufer der Port-Phillip-Bucht, einer von nur zwei Stränden für Schwimmer in den westlichen Vororten Melbournes (der andere ist Williamstown Beach).
Altona erhielt seinen Namen von der damals noch selbständigen deutschen Stadt Altona, heute ein Stadtbezirk von Hamburg.

## Geschichte
Vor der Ankunft der Einwanderer aus Europa siedelten im Gebiet von Altona die Kurung-Jang-Balluk, Aborigines vom Stamme der Woiwurrung. Man nimmt an, dass zur Zeit der europäischen Einwanderung 40 Leute dort lebten.
Altona wurde zuerst 1842 permanent besiedelt, als Alfred Longhorne The Homestead baute. Der Name Altona tauchte 1861 zuerst auf Landkarten auf. Die Siedlung wurde von einem Deutschen namens Tägtow benannt, der aus Altona bei Hamburg zuzog. Tägtow dachte, dass man in diesem Gebiet Kohle finden würde, und gründete die Williamstown (Taegtow) Prospecting Company. Ab 1886 wurden Häuser und Grundstücke in der Altona Street und Merton Street zum Verkauf angeboten und von 1901 bis 1962 betrieb die Regierung von Victoria das Sprengstofflager Truganina im Westen von Altona.
Am 20. Februar 1911 führte J. J. Hammond den ersten Überlandflug zwischen australischen Städten durch, der von der Bucht von Altona nach Geelong führte. Am 23. Februar 1911 führte er den ersten Passagierflug Australiens ebenfalls von der Bucht von Altona aus durch.
Steinkohlenbergbau bildete die Grundlage der örtlichen Wirtschaft zwischen 1908 und 1919, aber er wurde 1930 aufgegeben, als der Tagebau im Latrobe Valley eröffnet wurde.
Seit 1918 gab es genügend Einwohner für die Eröffnung eines eigenen Postamtes, die am 14. Januar 1918 stattfand.
Wie auch die anderen Orte im Gebiet Melbourne erlebte Altona nach dem Zweiten Weltkrieg einen großen Einwandererstrom, vorwiegend aus der Mittelmeerregion, Mitteleuropa und in geringerem Maße aus dem nahen Osten.
Seit 1862 war Altona eine Stadt im Gebiet Werribee gewesen, aber 1957 wurde das Gebiet Altona, das Altona selbst und die Vororte Altona North und Altona Meadows umfasste, zusammengelegt und 1968 zur Local Government Area Altona erklärt. Diese ging 1994, verfügt durch die Bundesregierung unter Jeff Kennett, in der Local Government Area Hobsons Bay auf.
Am 24. Juni 2010 wurde Julia Gillard, eine Einwohnerin von Altona, zur Vorsitzenden der Australian Labor Party gewählt und wurde damit die 27. australische Ministerpräsidentin. Gillard sagte, sie würde nicht in The Lodge umziehen, bevor sie vom australischen Volk als Ministerpräsidentin bestätigt worden wäre.

## Parks und Gärten

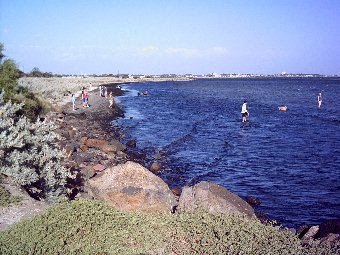
P.A. Burns Reserve und Küste am Altona Coastal Park

Altona hat viele herausragende Parks und Gärten, wie auch einige wichtige Naturschutzgebiete und Feuchtgebiete an der Küste der Port-Phillip-Bucht, die von Einwohnern und Besuchern auch als Erholungsgebiete genutzt werden, darunter auch eine lange Promenade an der Küste entlang.

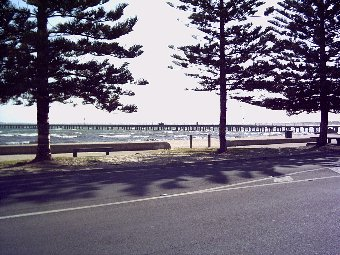
Strandpromenade von Altona (The Esplanade genannt) und Pier von Altona

Weitere Parks sind:
- Kororoit Creek
- Cherry Lake
- Altona Coastal Park
- Truganina Coastal Parklands

## Schulen und Bildung
Altona besitzt drei Grundschulen, die Altona Primary School, das Altona College und die St. Mary’s Catholic Primary School. Als weiterführende Schulen gibt es das Mount St. Joseph Girls’ College und das Altona Secondary College (früher: Altona College; seit 2007 Namensänderung).
Altona hat eine öffentliche Bücherei, die das Environmental Resources Centre einschließt. Dieses Center ermöglicht der Bevölkerung den Zugang zu Unterlagen über die Umweltinitiativen in Hobsons Bay, wie z. B. zur Verbesserung der Umweltfreundlichkeit der örtlichen Industrie.

## Kultur

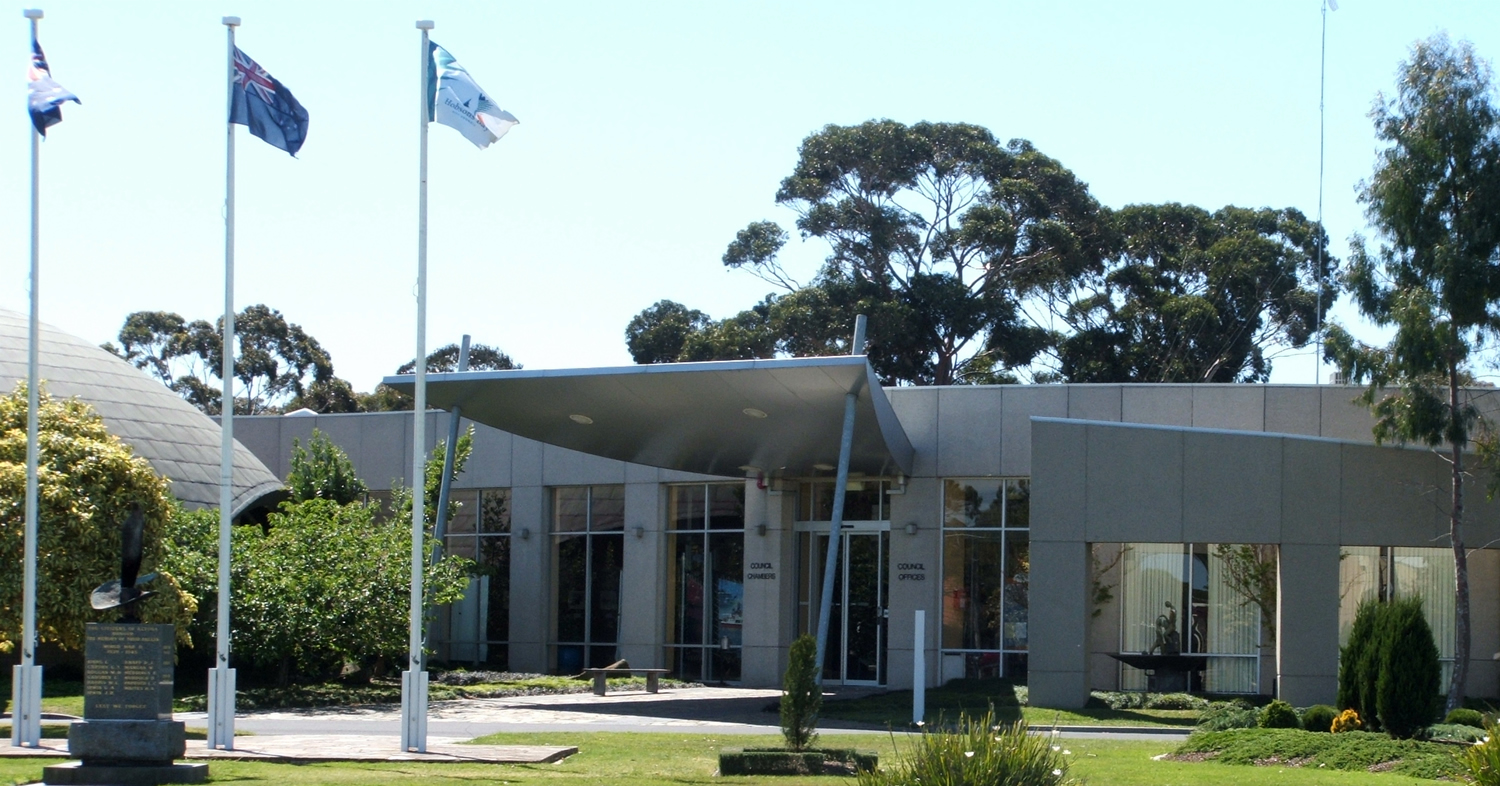
Gebäude der Bezirksverwaltung von Hobsons Bay in Altona

Das Altona Bayside Festival findet jährlich zur Werbung für die westlichen Vororte von Melbourne und den Bezirk Hobsons Bay und zur Vergnügung für die Einwohner statt. Es besteht aus verschiedenen Aktionen an einem Wochenende, wie z. B. einer Parade am 15. März 2009, einer Kunst- und Heimarbeitsausstellung, Wettbewerben, professionellen Unterhaltern und einem Feuerwerk. Zum 30. Mal wurde es 2007 abgehalten. Früher hieß das Festival Operation Recreation und einige Einwohner nennen es noch heute so. 2002 genoss es erhöhte Aufmerksamkeit, als es im Reiseprogramm Postcards des örtlichen Fernsehsenders GTV Channel 9 auftauchte, das von Geoff Cox präsentiert wird. Die Parade wird regelmäßig durch Vorortszüge unterbrochen, die durch den nahegelegenen Bahnhof von Altona fahren. Die australischen Pfadfinder ist ebenso ein großes Thema bei der Parade wie die öffentlichen Aktivitäten in der Cherry Lake Reserve.
Das Altona City Theatre ist eine Produktionsgesellschaft im Altona Civic Theatre, das jährlich zwei Musicals und eine kleinere Pantomime herausbringt. Die Pantomime findet gleichzeitig mit dem Bayside Festival statt und war ursprünglich eine Präsentation für junge Theaterdirektoren gedacht.
Die australischen Pfadfinder haben zwei Gruppen in Altona, eine in der Scout Hall und eine im Pines, einem alten Camp, das der Bezirksverwaltung Hobsons Bay gehört.

## Sport
Altona bietet viele Sportvereine, z. B. für Australian Football, Fußball, Hockey, Basketball, Cricket und Lacrosse. Der Melbourne Ballpark ist ein Baseballplatz im Westen von Altona.
Der Vorort hat ein Australian-Football-Team, das in der Western Region Football League spielt.
Die Altona Roosters sind das örtliche Rugby-Team, das am Loft Reserve bei Newport spielt. Die Roosters führen zurzeit die Victorian Rugby League an und sehen sich verstärkter Konkurrenz um den Titel durch die Casey Sharks ausgesetzt.
Die Golfer spielen im Kooringal Golf Club an der Wilga Avenue.
Zusätzlich ist der Strand direkt westlich des Piers von Altona einer der bekanntesten Stellen im Raum Melbourne zum Kitesurfen.

## Verkehr
Die drei Bahnhöfe in Altona sind Altona, Westona und Seaholme, alle an der Werribee Line.
Außerdem fahren die Buslinien 411, 412, 415 und 903 der Verkehrsbetriebe Melbourne nach Altona.
Der Hobsons Bay Coastal Trail ist ein kombinierter Fuß- und Radweg an der Küste der Port-Phillip-Bucht entlang durch Altona. Er ist mit einem Weg um den Cherry Lake verbunden. Die wichtigsten Hauptstraßen sind ebenfalls mit Radwegen ausgestattet.

## Industrie und Gewerbe
Die örtliche Wirtschaft besteht aus der Lagerung von Mineralölen, Fertigungsbetrieben und Einzelhandel. In den 1970er- und 1980er-Jahren gab es viele Beschwerden aus der Bevölkerung über Umweltverschmutzung, aber strikte Kontrollen, lokale Umweltprojekt unter Einbeziehung der Industrie, der Regierung und von Umweltgruppen haben die Probleme verkleinert und Küstenabschnitte, die früher vernachlässigt wurden, gesäubert.
Am Stadtrand von Altona befindet sich ein Werk von Toyota Australia, in dem die Modelle Camry und Aurion gebaut werden. 80 % der Produktion wird exportiert.